# Donald Thompson
Donald James Thompson MBE (Londres, 20 de janeiro de 1933 – Frimley, 4 de outubro de 2006) foi um atleta e campeão olímpico britânico, especializado na marcha atlética.
Um pequeno homem de 1,65 m, ele começou no atletismo na corrida, mas uma lesão no tendão de Aquiles o que trocar as corridas pela marcha. Mais resistente do que veloz, passou a se dedicar à  mais longa das provas desta modalidade e do atletismo, e disputou a marcha de 50 km em Melbourne 1956, desistindo quando estava em quinto lugar faltando apenas 5 km para o final, devido à desidratação.
Thompson treinou para a marcha olímpica de Roma 1960 fazendo ginástica fechado dentro de um banheiro em casa, cheio de vapor e vestindo um agasalho pesado, por causa do calor que se esperava em Roma na época dos Jogos Olímpicos. Durante estes treinos, depois de uma hora e meia de treinamento, quando começava a se sentir fraco, justificava as tonturas que sentia ao calor e a humidade do local, até descobrir que isso acontecia por causa do monóxido de carbono que saía do aquecedor de parafina. Ao ar livre, marchava cerca de 250 km por semana. Para disputar a marcha dos 50 km nos Jogos, sua mãe lhe fez um chapéu estilo quepe, com uma aba traseira protegendo a cabeça e o pescoço do sol, que, usado com os óculos escuros, fez com que Thompson fosse apelidado de "Il Topolino" ("o pequeno ratinho" em italiano) pelo público italiano, pela semelhança que descobriram com o Mickey Mouse. Sob um calor acima de 30 °C nas ruas da capital italiana, Thompson derrotou o sueco John Ljunggren, campeão olímpico em Londres 1948 e seu ídolo na marcha, por 17s, para vencer e conquistar o ouro em 4:25.30, recorde olímpico.
Thompson ainda conquistou a medalha de bronze desta prova no Campeonato Europeu de Atletismo em 1962 e participou novamente dos Jogos Olímpicos em Tóquio 1964, ficando em décimo lugar. Foi condecorado com a Ordem do Império Britânico em 1970.